# 布雷诺·科雷亚
布雷诺·马丁斯·科雷亚（葡萄牙語：Breno Martins Correia，1999年2月19日—），巴西男子游泳运动员，2018年世界短池锦标赛男子4×200米自由泳金牌得主和男子4×100米自由泳接力铜牌得主、2021年世界短池锦标赛男子4×200米自由泳接力铜牌得主。